# Tri Buana
Tri Buana is een bestuurslaag in het regentschap Karangasem van de provincie Bali, Indonesië. Tri Buana telt 4078 inwoners (volkstelling 2010).